# Acoustic (Ten Tonnes)
Acoustic is de derde ep van de Britse singer-songwriter Ten Tonnes. De ep werd op 15 december 2017 uitgebracht onder het label Warner Bros. Records. De ep bevat 3 akoestische versies van al bestaande nummers.

## Tracklist
| Nr.          | Titel                       | Duur |
| ------------ | --------------------------- | ---- |
| 1.           | "Born To Lose (Acoustic)"   | 2:26 |
| 2.           | "Subtle Changes (Acoustic)" | 2:46 |
| 3.           | "Cracks Between (Acoustic)" | 3:03 |
| Totale duur: | Totale duur:                | 8:15 |